# Лейпцизький університет

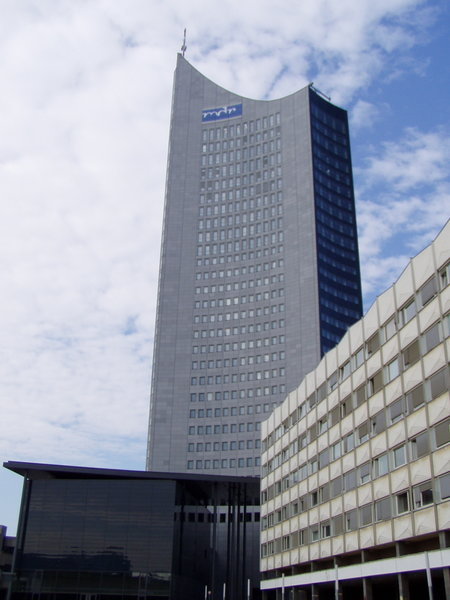
Найвища будівля міста. Колишній корпус Лейпцизького університету

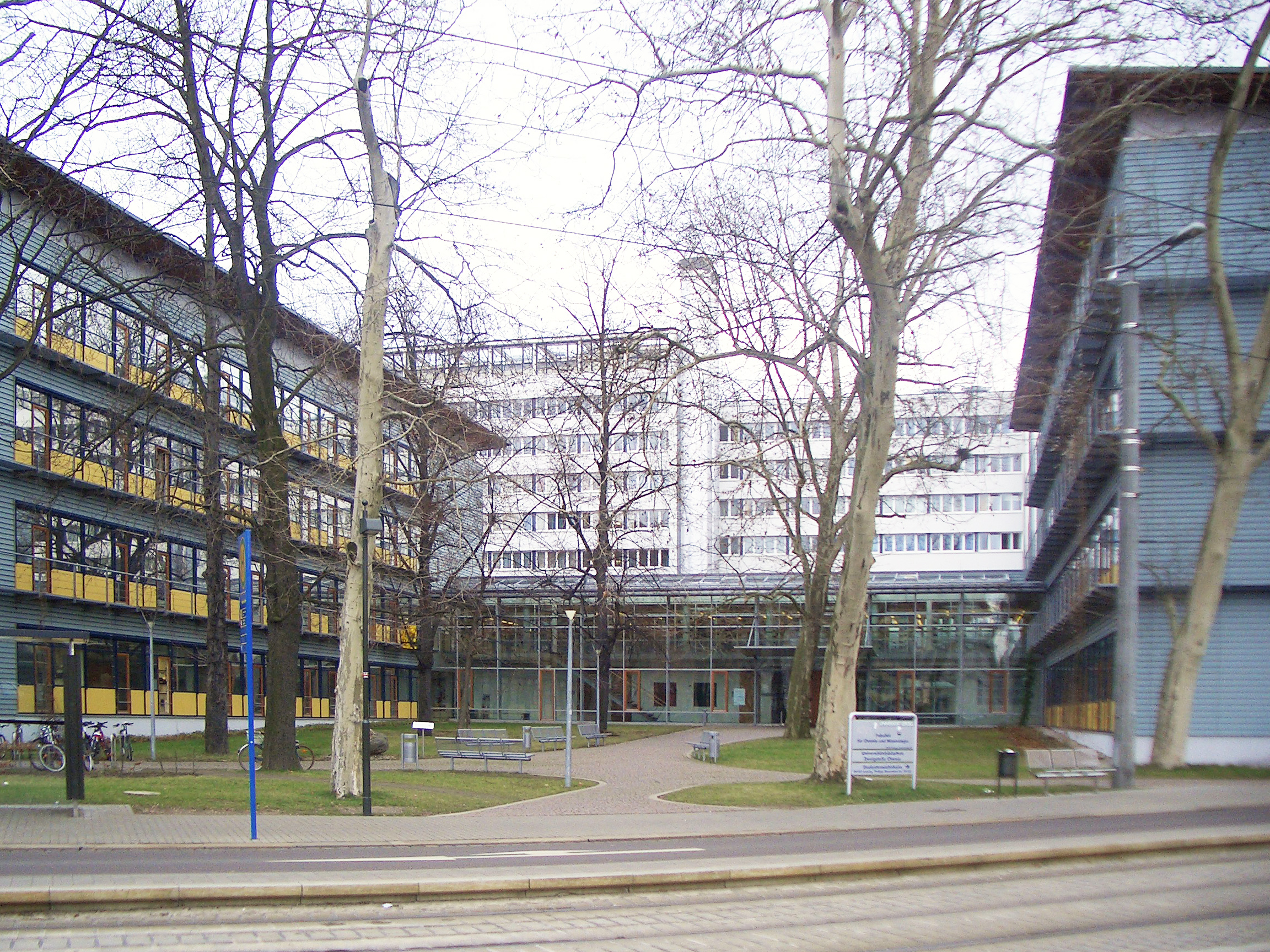
Будівля хімічного факультету університету

Ле́йпцизький університет (нім. Universität Leipzig; лат. Alma mater lipsiensis) — університет у Лейпцигу, Німеччина. Другий у країні за часом заснування після Гайдельберзького університету. Кельнський університет, Ерфуртський університет та Вюрцбурзький університет, які були засновані раніше Лейпцизького, на деякий час переривали свою діяльність і потім відкривалися знову.
У зимовий семестр 2007/2008 навчального року в університеті навчалося 26 978 студентів. Штат співробітників університету становить 8579 осіб. Лейпцизький університет — найбільший вищий навчальний заклад міста.
Університет входить до асоціації університетів Європи Утрехтська мережа та до німецького об'єднання German U15.

## Історія
У 1409 році в результаті заворушень в Карловому університеті Праги, викликаних гуситським рухом, приблизно тисяча німецьких викладачів і студентів перебралися в Лейпциг, який тоді що був торговим центром Майсенського маркграфства, і відновили там роботу «артистичного» факультету. Місто відразу надало факультетові будівлю на вулиці «Петерсштрассе». Правителі Фрідріх I Войовничий та Вільгельм II Багатий виділили на утримання університету 500 гульденів на рік і кошти на дві навчальні будівлі. 2 грудня 1409 року теолог Йоганнес Отто фон Мюнстерберг, обраний ректором університету, зачитав його статут. У 1415 році було засновано медичний, а в 1446 році — юридичний факультети. В університеті було чотири земляцтва: саксонське, мейсенське, арагонське (пізніше баварське) і польське. Університет мав власні прибутки із земель, подарованих курфюрстами. У кінці XIX століття окрім земель університет мав ще близько 50 ділянок у місті загальною вартістю 18,5 млн марок.
У період існування НДР Лейпцизький університет мав ім'я Карла Маркса.
У 1991 році було відновлено первинну назву університету Alma mater lipsiensis. У 2003 році плани перебудови університетських корпусів у центрі міста викликали бурхливі дискусії. Протести спричинили проведення повторного конкурсу. І у 2005 році розпочалися будівельні роботи. У 2009 році університет відзначив своє 600-річчя проведенням більше ніж 300 наукових заходів та виставок.

## Факультети

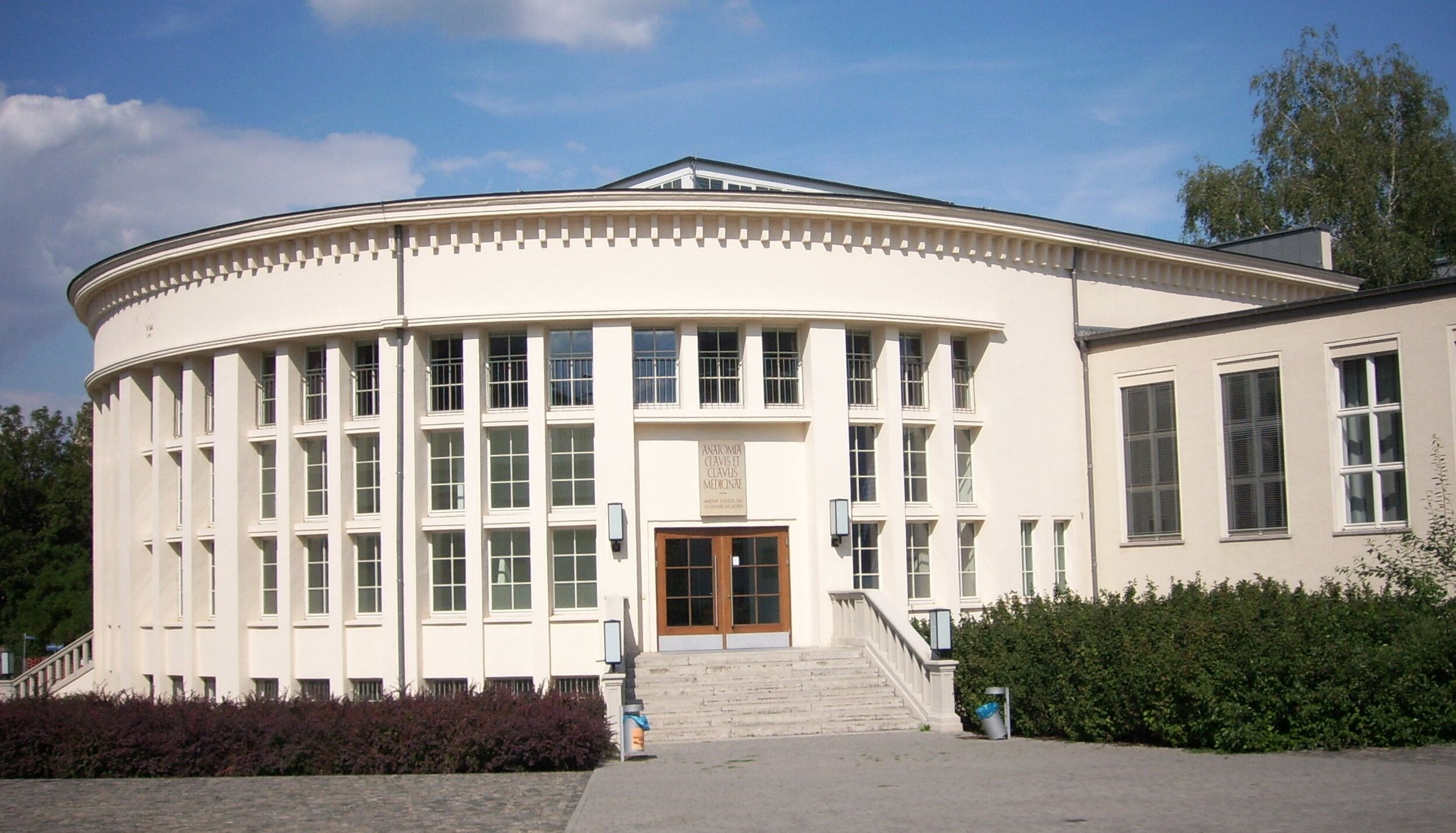
Анатомічний зал факультету медицини

Спочатку університет мав чотири факультети: гуманітарних наук, теології, медицини і права. Сьогодні до складу університету входять такі 14 факультетів:
- Факультет теології
- Факультет юридичний
- Факультет історії, мистецтва та сходознавства
- Факультет філології
- Факультет педагогіки
- Факультет соціальних наук та філософії
- Факультет економіки
- Факультет спорту
- Факультет медицини (з університетською лікарнею)
- Факультет математики та комп'ютерної науки
- Факультет біологічних наук, фармації та психології
- Факультет фізики та наук про землю
- Факультет хімії та мінералогії
- Факультет ветеринарії

До університету належать такі інститути:
- Інститут імені Гердера
- Східно-Азійський інститут Лейпцизького університету
- Інститут релігійних досліджень Лейпцизького університету
- Інститут класичної археології Лейпцизького університету
- Інститут міжнародного права, європейського права та міжнародного публічного права (InVEA)

## Бібліотека Альбертіна
Бібліотека університету «Альбертіна» була заснована в 1543 році. У XIX столітті бібліотека мала 438 000 томів і 4000 рукописів. Зараз фонди бібліотеки становлять 5 000 000 томів та 7700 передплачених періодичних видань.

## Викладачі університету
Серед викладачів Лейпцизького університету багато відомих імен:
- гуманісти
  - Петер Лудер (1462)
- теологи:
  - Густав Баур,
  - Каніс,
  - Аутард,
  - Костянтин Тишендорф, відкривач Codex Sinaiticus та інших рукописів Біблії
  - Натан Седерблом, Нобелівська премія миру (1930)
- юристи:
  - Біндінг,
  - Фрідріх Бюлау,
  - Бернхард Віндшейд,
  - Адольф Вах;
  - Мюллер,
  - Фрідберг,
- медики:
  - Християн Вільгельм Брауні,
  - Коччіус,
  - Креде,
  - Вільгельм Гіс,
  - Християн Готліб Людвіг,
  - Бенно Шмідт,
  - Тірш,
  - Вагнер;
- історики:
  - Альберт Гаук, історик церкви
  - Георг Фогт,
  - Карл фон Ноорден,
  - Вільгельм Мауренбрехер,
- економіст Вільгельм Рошер;
- філософи:
  - Ернст Блох
  - Моріц Вільгельм Дробишів,
  - Вільгельм Вундт,
  - Рудольф Зейдель,
  - Густав Теодор Фехнер;
- математики:
  - Йоганн Міттіас Газе
  - Фелікс Кляйн
  - Тетяна Ейснер;
- фізики:
  - Вільгельм Готліб Ганкель,
  - Фрідріх Гунд,
  - Петер Йозеф Вільгельм Дебай,
  - Вернер Карл Гейзенберг,
  - Густав Людвіг Герц,
  - Людвіг Фрідріх Вільгельм Август Зеєбека;
- хіміки:
  - Адольф Вільгельм Герман Кольбе — німецький хімік-органік.
  - Зігфрид Гауптманн
  - Густав Генріх Відеман,
  - Вільгельм Фрідріх Оствальд, Нобелівська премія з хімії;
- астрономи:
  - Генріх Брунс,
  - Цельнер;
- філологи:
  - Фрідрих Вільгельм Ритшль
  - Георг Курціус,
  - Фрідріх Август Екштейн,
  - Ланге,
  - Август Лескін,
  - Юстус Герман Ліпсіус,
  - Отто Ріббек;
  - Едуард Зіверс
  - Теодор Моммзен
- археолог Йоганнес Овербек,
- орієнталісти:
  - Бенно Ландсбергер
  - Флеймер,
  - Крело;
- германісти:
  - Рудольф Гільдебранд,
  - Царнке,
- романіст Еберт,
- славіст Август Ліскі,
- єгиптолог Георг Еберс;
- індогерманісти
  - Вальтер Порциг,
  - Ернст Віндіш;
- зоолог Лейкарта;
- ботаніки:
  - Пауль Аммані,
  - Августус Квірінус Рівінус,
  - Август Шенк;
- геолог Герман Креднер;
- географи:
  - Оскар Пешель
  - Фрідріх Ратцель,
  - Фердинанд фон Ріхтгофен;
- психолог:
  - Вільгельм Вундт, засновник експериментальної психології

## Знамениті студенти

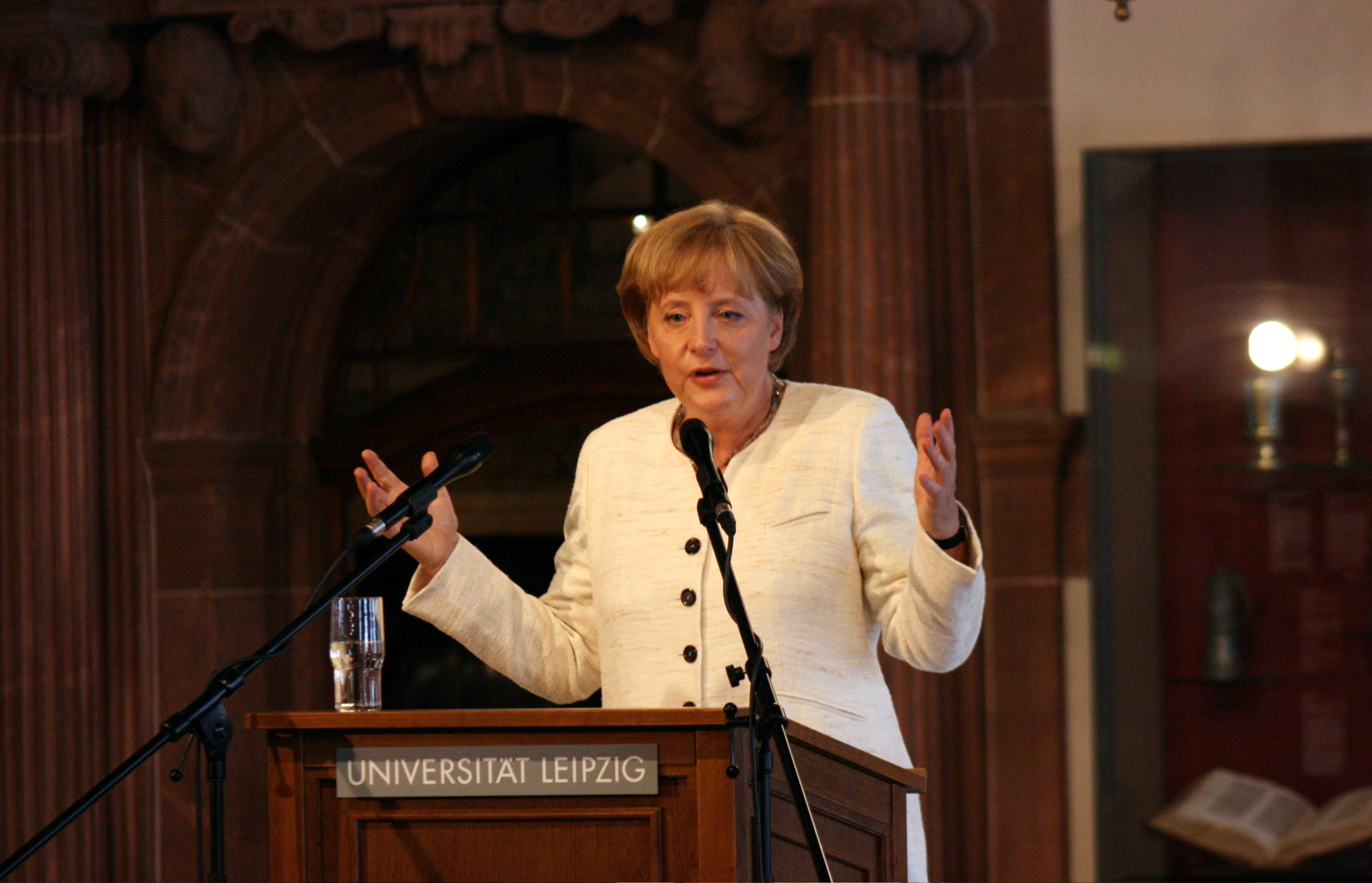
Ангела Меркель на церемонії присвоєння їй звання почесного доктора наук Лейпцизького університету

- Карл Густав Аккерман (1820—1901) — німецький політик.
- Базаров Олександр Іванович (1845—1907) — російський хімік.
- Георг Бредіг (1868—1944) — німецький фізико-хімік.
- Ріхард Вагнер (1813—1883) — німецький композитор.
- Християн Фрідріх Самуель Ганеман (1755—1843) — засновник гомеопатії.
- Арнольд Ґелен (1904—1976) — німецький філософ і соціолог.
- Ганс-Дітріх Геншер (нар. 1927) — німецький державний діяч.
- Трауготт Гербер (1710—1743) — німецький лікар, ботанік і мандрівник.
- Геровський Георгій Юліанович (1886—1959) — карпаторусинський лінгвіст.
- Йоганн Вольфганг фон Гете (1749—1832) — німецький поет.
- Карл Генріх Фердинанд Зінтеніс (1806—1867) — німецький філолог і педагог.
- Еріх Кестнер (1899—1974) — німецький письменник і сценарист.
- Фелікс Кляйн (1849—1925) — німецький математик.
- Крупський Олександр Кирилович (*1845—†1911) — хімік-технолог.
- Готфрід Вільгельм Лейбніц (1646—1716) — німецький філософ і математик.
- Готгольд Ефраїм Лессінг (1729—1781) — німецький драматург.
- Карл Лібкнехт (1871—1919) — німецький політик-соціаліст, один із засновників КПН.
- Пауль Юліус Мебіус (1853—1907) — німецький психіатр та невролог.
- Ангела Меркель (нар. 1954) — німецький політик, федеральний канцлер Німеччині з 2005 року.
- Теодор Моммзен (1817—1903) — німецький історик, філолог і юрист.
- Томас Мюнцер (1490—1525) — німецький проповідник-реформатор.
- Фрідріх Ніцше (1844—1900) — німецький філософ.
- Новаліс (1772—1801) — німецький письменник.
- Самуель фон Пуфендорф (1632—1694) — німецький юрист, філософ та історик.
- Радищев Олександр Миколайович (1749—1802) — російський письменник, філософ, поет.
- Людвіг Райхенбах (1793—1879) — німецький ботанік-систематик, орнітолог і зоолог.
- Генріх Густав Райхенбах (1823—1889) — німецький ботанік-систематик, орнітолог; фахівець з орхідей.
- Фердинан де Сосюр (1857—1913) — швейцарський лінгвіст.
- Едвард Теллер (1908—2003) — американський фізик угорського походження.
- Роберт Шуман (1850—1856) — німецький композитор і піаніст.
- Ернст Юнгер (1895—1998) — німецький письменник.
- Едуард Зіверс (1850—1932) — німецький філолог.
- Ернст Кассірер (1874 — 1945) — німецький і американський філософ і культуролог.
- Альбрехт Пенк (1858—1945) — німецький географ і геолог.
- Ойген Могк (1858—1945) — німецький вчений у галузі давньоскандинавської літератури та германо-скандинавської міфології.
- Вітольд Камінський (1859—1931) — відомий гідропат, автор "Друг здравія"